# Dryostichum singulare
Dryostichum singulare är en träjonväxtart som beskrevs av Warren Herbert Wagner. Dryostichum singulare ingår i släktet Dryostichum och familjen Dryopteridaceae. Inga underarter finns listade.